# Jaume Serra i Iglesias
Jaume Serra i Iglesias (Igualada, 30 de gener de 1853 – Barcelona, 8 d'agost de 1938) va ser un intel·lectual i historiador, que va participar també en la vida cultural i política de la seva època. Va ser arxiver de l'Ajuntament d'Igualada i secretari de l'Ajuntament del Vendrell i va ser president del Centre Catalanista, de l'Ateneu Igualadí de la Classe Obrera i del Casal de la Comarca d'Igualada.

## Dades biogràfiques
Era fill d'un fabricant igualadí. Va treballar com a professor de gimnàstica del col·legi dels Escolapis i, sobretot, com a oficial major i arxiver de l'Ajuntament d'Igualada, per bé que se'l recorda principalment per la seva condició d'historiador. Gran amic de Joan Serra i Constansó, el 1884 presidia la secció de teatre de l'Ateneu Igualadí de la Classe Obrera i va ser un dels fundadors i president (1884-1886) del Centre Catalanista. El 1887 va inaugurar un «Gimnàs Higiènic» al carrer del Clos, 46, baixos, i el 1892 va promoure que aquesta «gimnàstica higiènica» es fes en un dels salons de l'Ateneu.
Serra i Iglesias va ser president de l'Ateneu Igualadí (1889-1890) i autor de la lletra de l'Himne a la senyera de l'entitat, amb música de Manuel Borguñó.
Cansat del combat permanent contra el caciquisme godonista, va acabar marxant d'Igualada i optant per la plaça de secretari municipal del Vendrell, per a la qual va ser habilitat el 27-2-1893. Allí, va implicar-se també en la vida social per mitjà de l'Orfeó Vendrellench ―que un temps va dirigir la seva filla― i amb la publicació d'articles a El Baix Penedès. També és autor d'uns goigs de comiat als estiuejants habituals de Sant Salvador, que va musicar el mestre Pau Casals. Tanmateix, continuava pendent del que succeïa a la seva ciutat natal ―com ho demostra la seva entusiasta col·laboració en el naixement del Centre Autonomista el 1905― i encara el 28-5-1934 va ser elegit president del Casal de la Comarca d'Igualada, adherit al moviment de la Lliga Comarcal de Catalunya impulsat per Francesc Glanadell. Cap al final de la seva vida, va traslladar-se a Barcelona i en plena Guerra Civil, va morir als 85 anys. Igualada li té dedicat un carrer al Pla de la Massa.

## Articles i treballs
El 25-8-1881 va guanyar un premi en el segon certamen literari de l'Ateneu amb La festa major. Quadro de costums igualadinas; i el 1887 va tornar-ne a guanyar un amb Aplech de datos per a l'història d'Igualada, que és la primera sistematització històrica de la ciutat. Va col·laborar en els periòdics manuscrits de Serra i Constansó La Antorcha (1880) i L'Ensaig (1882), i en els periòdics locals: Semanario de Igualada (1880-1886), La Colmena de Igualada (1880-1882, pseudònim J. Suárez), El Porvenir de Igualada (1882-1883, pseudònim Jeremies), Lo Renaixement (1884, que redactava gairebé sol), El Ateneo (1885-1898), El Igualadino (1893-1895) i Nova Llevor (1905). En els seus articles de premsa va defensar el ferrocarril d'Igualada a Barcelona per Sant Sadurní, va reivindicar el protagonisme dels igualadins a la batalla del Bruc i va promoure l'explotació de l'aqüífer Carme-Capellades.

## Activitats maçòniques
Tenia el grau maçònic més alt de la lògia igualadina Jesús núm. 73 i va arribar a integrar-se en el grup tercer del Ritu Escocès Antic i Acceptat, que està format pels graus filosòfics (del 19è al 30è). Va ingressar en la fraternitat maçònica a la lògia manresana Bruch, sota el nom simbòlic de Caresmar, abans de 1888. A la lògia igualadina Jespus, el 1889 tenia el grau 18; el 1893, el grau 24; i va ser Venerable Mestre de la Lògia, des de 1889 fins al 1890 i des de 1892 fins que se'n va anar a viure fora d'Igualada.

## Obres publicades[calcitació]
- Documentación referente á la epidemia colérica de la ciudad de Igualada en el año 1885 (1885)
- El sistema métrico decimal al alcance de todas las inteligencias (1887)
- La Festa Major. Quadro de costums igualadines (1881)
- D'ahir i d'avui (escrit el 1893 però publicat el 1927).